# Kiratto Pri Chan
Kiratto Pri☆Chan (キラッとプリ☆チャン?, Kiratto Puri☆Chan) è un media franchise giapponese prodotto da Takara Tomy, spin-off di PriPara. Consiste in un videogioco arcade lanciato nel 2018 e in una serie televisiva anime prodotta da Tatsunoko Production e andata in onda su TV Tokyo dall'8 aprile 2018 al 30 maggio 2021. In Italia è stata diffusa sottotitolata in lingua italiana da Crunchyroll. Le esibizioni sono realizzate utilizzando l'animazione al computer.
Dopo la fine del programma, dal 6 giugno 2021 va in onda Pretty All Friends Selection, una selezione di episodi delle sei serie del franchise con brevi intermezzi in cui la protagonista Mirai introduce gli spettatori alle varie serie precedenti, come Pretty Rhythm e PriPara.
Un sequel con protagoniste diverse, intitolato Waccha PriMagi!, è stato trasmesso su TV Tokyo dal 3 ottobre 2021 al 9 ottobre 2022.
Un film cinematografico dal titolo Gekijō-ban PriPara & Kiratto Pri☆Chan ~Kirakira Memorial Live~ (劇場版プリパラ＆キラッとプリ☆チャン ～きらきらメモリアルライブ～?) è uscito il 5 maggio 2018, crossover con PriPara.

## Trama

### Prima stagione
Mirai Momoyama e Emo Moegi sono due ragazze delle scuole medie che aspirano a diventare idol col "Pri☆Chan System", una piattaforma online utilizzata da persone famose e aziende per trasmettere contenuti. Come molte altre ragazze che caricano contenuti nei loro canali sul web, le due decidono di autoprodursi, aprendo il proprio canale nel tentativo di diventare delle Pri☆Chan idol di successo.

### Seconda stagione
A Kirajuku arrivano le Jewel Audition, capitanate dalla idol virtuale DAIA, e Mirai e le altre, che aspirano ora a diventare Diamond Idol, dovranno sfidarsi per completare la Jewel Collection, formata da dieci Jewel Coord. Chi di loro vincerà il Diamond Coord potrà esprimere un desiderio.

### Terza stagione
Viene introdotto a Kirajuku il sistema di realtà virtuale "Pri☆Chan Land" e un nuovo tipo di competizione viene inaugurata, la Princess Cup, che decreterà la prossima generazione di idol. Usando i PriTama GO, dei nuovi dispositivi portatili che consentono di far crescere la propria mascotte fino a farla diventare una idol mascotte, Mirai e le altre potranno diventare le Illuminage Queen.

## Personaggi

### Miracle☆Kiratts
Mirai Momoyama (桃山 みらい?, Momoyama Mirai)
Doppiata da: Coco Hayashi (ed. giapponese)
Studentessa al primo anno della Scuola Media Kirarigaoka durante la prima stagione, passa al secondo anno nella seconda. Nonostante sia parecchio curiosa è in realtà introversa e un tantino impacciata, detestando l'essere al centro dell'attenzione. Ama disegnare, nonostante creda di non essere affatto brava, delle piccole creature ibride che lei chiama "Mira-chara"; oltre a questo è capace di trovare i tratti che rendono le persone speciali. La sua frase simbolo è "Brillante!". Sin da quando era piccola è amica di Emo, che l'ha sempre spinta a provare cose nuove. È una idol di tipo Lovely il cui brand preferito è Sweet Honey. È nata il 12 luglio, il suo gruppo sanguigno è B, il suo cibo preferito sono le shortcake e l'unagi.
Emo Moegi (萌黄 えも?, Moegi Emo)
Doppiata da: Miyu Kubota (ed. giapponese)
Amica di Mirai sin da quando erano piccole e sua compagna di classe, è brava negli sport e agisce prima di pensare. È molto informata sui nuovi trend del momento ma è anche incostante e cambia idea velocemente. Ha un carattere generoso e mette prima di sé gli altri. Fa parte del club di cheerleader della scuola. La sua frase simbolo è "Emozionante!". È una idol di tipo Pop il cui brand preferito è Girls Yell. È nata il 9 settembre, gruppo sanguigno 0, il suo cibo preferito sono i popcorn.
Rinka Aoba (青葉 りんか?, Aoba Rinka)
Doppiata da: Nanami Atsugi (ed. giapponese)
Compagna di classe di Mirai, ha un carattere calmo ed educato. È brava a scuola, ma anche molto informata su Pri☆Chan, diventando inizialmente la manager di Mirai ed Emo. Soffre di panico da palcoscenico. Quando era piccola giocava ad avere un canale su Pri☆Chan assieme al fratello maggiore Yuzuru, ma quando quest'ultimo crebbe e iniziò a giocare con altri bambini incominciò a lasciare Rinka da sola, causandole tristezza e sentendosi messa da parte. Dopo un po' di tempo diventa il terzo membro delle Miracle Kiratts. È una idol di tipo Cool il cui brand preferito è Secret Alice. È nata il 25 gennaio, gruppo sanguigno A, il suo cibo preferito sono le torte di mele.

### Meltic StAr
Mel Shido (紫藤 める?, Shidō Meru)
Doppiata da: Yūka Morishima (ed. giapponese)
Debutta nell'episodio 23, è una ragazza energica e divertente a cui piace mangiare. Nonostante abbia la stessa età di Mirai, Mel è molto intelligente: possiede già una laurea breve ed ha lavorato con la NASA. Dopo cinque anni di assenza ritorna a far parte delle Meltic StAr e a frequentare le scuole medie con Anna e Sara. Quando parla di sé, si chiama da sola "MelMel". È una idol di tipo Cool e il suo brand preferito è Universe Queen. È nata il 23 aprile, gruppo sanguigno AB, il suo cibo preferito sono le ciambelle.
Anna Akagi (赤城 あんな?, Akagi Anna)
Doppiata da: Yū Serizawa (ed. giapponese)
Frequenta la stessa scuola di Mirai e il suo stesso anno di scuola media, seppure in una classe diversa. Inizialmente ha un canale personale dove si crede una celebrità. Possiede un'aura graziosa alla quale nessuno può resistere; è in realtà viziata e capricciosa, mettendo sempre se stessa prima degli altri e cercando di intralciare i suoi rivali il più possibile. Prende le cose sul personale ed ama essere al centro dell'attenzione. Durante la serie cercherà di diventare più generosa e meno narcisista. È la fortunata ereditiera di una famiglia molto ricca. Litiga spesso con Emo, cercando di dimostrarsi superiore. È una idol di tipo Lovely il cui brand preferito è Dolly Waltz. È nata il 6 luglio, gruppo sanguigno 0, ama bere il tè nero.
Sara Midorikawa (緑川 さら?, Midorikawa Sara)
Doppiata da: Yuki Wakai (ed. giapponese)
Compagna di classe e amica d'infanzia di Anna, con la quale ha un forte legame. È un maschiaccio e segue sempre Anna, cercando di contenerla quando si dimostra troppo invadente o maleducata. È riservata e ama suonare la chitarra, ragione per cui molte sue coetanee l'ammirano. Nonostante la sua apparenza ama le cose carine, collezionandole di nascosto, poiché crede che se venisse scoperta da tutti l'immagine delle Meltic StAr si rovinerebbe; di questo sono a conoscenza solo Mirai e Daia. Quando parla di sé usa il maschile. È una idol di tipo Cool e il suo brand preferito è Romance Beat. È nata il 9 giugno, gruppo sanguigno 0, il suo cibo preferito sono le bistecche.

### Ring Marry
Maria Kanamori (金森 まりあ?, Kanamori Maria)
Doppiata da: Himika Akaneya (ed. giapponese)
Debutta nella seconda stagione, frequenta la stessa classe di Mirai a partire dal secondo anno. È affiliata alla Dear Crown ed è la compagna inseparabile di Suzu. Ama tutte le cose carine ed è la presidentessa del comitato scolastico per il miglioramento della graziosità. Vorrebbe che il mondo fosse un luogo pacifico e il più carino possibile. È solita riempire le sue frasi con la parola "carino" e appiccicare adesivi di approvazione a forma di cuore su qualsiasi cosa ritenga carina. Alla fine della seconda stagione parte per Broadway insieme a Suzu. È una idol di tipo Lovely il cui brand preferito è Cutie Happiness. È nata il 9 maggio, gruppo sanguigno 0, il suo cibo preferito sono i gelati.
Suzu Kurokawa (黒川 すず?, Kurokawa Suzu)
Doppiata da: Sora Tokui (ed. giapponese)
Debutta nella seconda stagione, è un anno più giovane ed inseparabile amica di Maria, nonostante abbiano due caratteri completamente diversi. È affiliata alla Dear Crown e frequenta la stessa scuola di Mirai. La danza è una delle sue più grandi passioni, specialmente quella jazz ed hip-hop, che pratica da quando era piccola e che le ha fatto vincere molti concorsi. È la più giovane di tre fratelli e vorrebbe diventare matura e composta come il suo fratello più grande, Michael. Non è brava nel nuoto. Ha uno spirito competitivo e lavora duramente per migliorarsi. Sembra mal sopportare l'attaccamento di Maria nei suoi confronti, ma in realtà le vuole molto bene. Alla fine della seconda stagione parte per Broadway insieme a Maria. È una idol di tipo Cool ed il suo brand preferito è DANCE&STREET. È nata il 6 dicembre, gruppo sanguigno B, il suo cibo preferito sono i monaka.

### iL'ange
Anju Shiratori (白鳥 アンジュ?, Shiratori Anju)
Doppiata da: Suzuko Mimori (ed. giapponese)
Una top idol amante dei travestimenti e assidua osservatrice delle attività svolte dalle altre ragazze. È elegante, confidente e composta, un'ispirazione per molte ragazze. È seguita da guardie del corpo dalle quali però Anju cerca sempre di fuggire, dimostrandosi in realtà molto socievole e apprezzando il contatto fisico con le persone. Aira è stata colei che l'ha iniziata al mondo delle idol, aiutandola a crescere e diventando una delle sue amiche più fidate. Quando si muove lascia una scia di brillantini dovunque vada. È una idol di tipo Premium il cui brand preferito è Precious Muse. È nata l'11 novembre, gruppo sanguigno A.
Aira Nanahoshi (七星 あいら?, Nanahoshi Aira)
Doppiata da: Kana Asumi (ed. giapponese)
È la designer del brand Sweet Honey ed una ex-idol. Ha una personalità all'apparenza matura, ma in realtà amichevole ed impacciata, e ama aiutare gli altri. Fidata amica di Anju, la quale Aira ha aiutato a diventare una top idol. Fa parte dei Designer Ten, un gruppo misterioso di esperti fashion designer. È una idol di tipo Lovely i quali brand preferiti sono Sweet Honey e Precious Muse. È la versione alternativa di Aira Harune, protagonista di Pretty Rhythm: Aurora Dream e co-protagonista di Pretty Rhythm: Dear My Future.

### W Daia
Daia Nijinosaki (虹ノ咲 だいあ?, Nijinosaki Daia)
Doppiata da: Rico Sasaki (ed. giapponese)
Debutta nella seconda stagione, è una compagna di classe di Mirai dal secondo anno delle scuole medie. È una ragazza silenziosa e timida che preferisce restare da sola: quando viene avvicinata da qualcuno in maniera brusca tende a spaventarsi e a scappare via. Ha una bassa autostima ma in realtà le piace molto Pri☆Chan e vorrebbe che gli altri fossero felici. Durante la seconda stagione si scopre essere una dei misteriosi Designer Ten e la creatrice dell'idol virtuale DAIA, basata sulla storia che lesse da piccola "La principessa del paese dei gioielli" scritta da Naru Shiawase. Proprio come nella storia Daia ha creato le Jewel Auditions per poter farsi nuove amiche creando loro i Jewel Coord. Inizialmente non vuole debuttare in Pri☆Chan ma dopo numerose richieste da parte di DAIA le due decidono di far esibire DAIA, mentre Daia avrebbe cantato dietro le quinte. Dopo aver stretto un forte rapporto di amicizia con Mirai e le altre Daia comincia ad esibirsi come idol in Pri☆Chan assumendo le sembianze di DAIA. Alla fine della seconda stagione si trasferisce a Milano per continuare i suoi studi di moda. È una idol di tipo Pop, il suo brand preferito e creato da lei è Milky Rainbow. È nata il 22 aprile, gruppo sanguigno A, il suo cibo preferito sono le caramelle al ramune.
DAIA (だいあ?, Daia)
Doppiata da: Rico Sasaki (ed. giapponese)
Una idol virtuale che debutta nella seconda stagione e giudice delle Jewel Audition. Inizialmente ha una personalità brillante e vivace e finisce le sue frasi con l'intercalare "~damon". È stata creata da Daia Nijinosaki assieme alle Jewel Audition e ai Jewel Coord per potersi fare nuove amiche. DAIA è un'amica stretta di Daia e vorrebbe che anche lei debuttasse in Pri☆Chan. Dopo la decisione di Daia di prendere le sue sembianze durante le esibizioni e di stare con Mirai e le altre ragazze, DAIA si trasforma e diventa una idol virtuale dispettosa e ribelle, nonché l'antagonista principale della seconda stagione, finendo le frasi con l'intercalare "~dayon". Alla fine della seconda stagione diventa la mascotte di Daia. È una idol di tipo Pop il cui brand preferito è Milky Rainbow. Il suo cibo preferito sono i lecca-lecca.

### ALIVE
Alice Peperoncino (アリス・ペペロンチーノ?, Arisu Peperonchīno)
Doppiata da: Fairouz Ai (ed. giapponese)
Debutta nella terza stagione, è una ragazza piena di grinta che lavora come membro di Pri☆Chan Land e frequenta la stessa scuola e classe di Mirai dal terzo anno. Dopo essere stata abbandonata dai suoi genitori in tenera età è stata cresciuta da un circo itinerante ed ha viaggiato per tutto il mondo fino all'apertura di Pri☆Chan Land a Kirajuku, dove spera di poter ricongiungersi con i suoi genitori naturali diventando una idol. Nell'episodio 141 Solulu le svela che il suo vero cognome è Kagayaki e che Eve è la sua sorella gemella. Secondo i ricordi di Solulu, Alice da neonata cadde all'interno di una valigia nel tentativo di placare una lite tra lei e Luluna, venendo successivamente trovata dai membri del circo itinerante che l'accolsero nella compagnia. È una idol di tipo Natural e il suo brand preferito è Fun Fun Trunk. È nata il 5 novembre.
Eve Kagayaki (輝 イブ?, Kagayaki Ibu)
Doppiata da: Maria Sashide (ed. giapponese)
Debutta nella terza stagione, è una ragazza composta ma sbadata, presidentessa della Kagayaki Corporation. È anche la manager generale di Pri☆Chan Land. Inizialmente non ha amici in quanto è stata cresciuta e accudita da Luluna, che l'ha isolata dai suoi coetanei. Nell'episodio 141 scopre di essere la sorella gemella di Alice. È una idol di tipo Celeb e il suo brand preferito è Moonlight Magic. È nata il 5 novembre.

### Mascotte
KiracCHU (キラッＣＨＵ?)
Doppiata da: Coco Hayashi (st. 1-2) / Nanami Yamashita (st. 3+) (ed. giapponese)
È la mascotte delle Miracle Kiratts, creata da Mirai durante la prima stagione. Nella sua forma originale è ispirata ad un topolino rosa. È amichevole e spensierata e il suo compleanno è il 10 ottobre. È una idol di tipo Lovely e il suo brand preferito, come tutte le mascotte, è Little Princess Egg. Finisce le frasi con l'intercalare "~chu". Con Melpan e Rabbily forma il gruppo idol GO!GO! MASCOTS.
Melpan (メルパン?, Merupan)
Doppiata da: Nichika Ōmori (ed. giapponese)
È la mascotte delle Meltic StAr e debutta nella terza stagione. Nella sua forma originale è ispirata ad un panda. È determinata e impulsiva, desiderando far prevalere le Meltic StAr più di qualsiasi altra cosa. Il suo compleanno è l'8 agosto. È una idol di tipo Cool e il suo brand preferito, come tutte le mascotte, è Little Princess Egg. Finisce le frasi con l'intercalare "~pan". Con KiracCHU e Rabbily forma il gruppo idol GO! GO! MASCOTS.
Rabbily (ラビリィ?, Rabirii)
Doppiata da: Minami Tanaka (ed. giapponese)
È la mascotte delle Ring Marry e debutta nella terza stagione. Nella sua forma originale è ispirata ad un coniglietto. Inizialmente non possedeva un gruppo idol di riferimento e perciò tendeva a isolarsi e ad abbattersi. Nell'episodio 115, dopo essere stata aiutata da Maria e Suzu, diventa la loro mascotte ufficiale. Il suo compleanno è il 3 marzo. È una idol di tipo Pop e il suo brand preferito, come tutte le mascotte, è Little Princess Egg. Finisce le frasi con l'intercalare "~rabi". Con KiracCHU e Melpan forma il gruppo idol GO! GO! MASCOTS.
Solulu (ソルル?, Soruru)
Doppiata da: Mitsuki Saiga (ed. giapponese)
È la mascotte di Alice e successivamente delle ALIVE, debuttando nella terza stagione. All'apparenza può sembrare schietta ma in realtà vuole molto bene ad Alice. È solita comportarsi come un maschiaccio. Secondo Luluna Solulu ha perso gran parte dei ricordi sul passato di Alice. Solo nell'episodio 141 Solulu riacquisisce i ricordi su come Alice sia stata separata da Eve alla nascita, incolpando per entrambe le cose Luluna. Ha l'aspetto di una gattina bianca. È nata il 22 febbraio. È una idol di tipo Natural e il suo brand preferito, come tutte le mascotte, è Little Princess Egg.
Luluna (ルルナ?, Ruruna)
Doppiata da: Hibiku Yamamura (ed. giapponese)
È la mascotte di Eve e debutta nella terza stagione. Ha una personalità seria e pacata, e lavora al fianco di Eve come se fosse una segretaria. Ha l'aspetto di una gattina nera ed è considerata la "Mascotte di alta astrazione" in quanto si occupa di tutte le mascotte di Pri☆Chan Land. Nel corso della serie si scopre che il suo piano è quello di creare un mondo dominato dalle mascotte, utilizzando Eve e Pri☆Chan Land per raggiungere il suo scopo. Ha cancellato i ricordi di Solulu anni prima ed è ritenuta la causa della separazione tra Alice e Eve, che la isoleranno dopo essersi riunite. È nata il 22 febbraio. Il suo brand preferito, come tutte le mascotte, è Little Princess Egg.
HakucCHO (ハクッＣＨＯ?)
Doppiata da: Suzuko Mimori (ed. giapponese)
È la mascotte di Anju e sua assistente. È la designer del brand Little Princess Egg.
Bugcchu (バグッチュ?, Bagucchu)
Doppiato da: Hinata Tadokoro (ed. giapponese)
Appare per la prima volta alla fine della seconda stagione come bug nato da DAIA nel mondo virtuale e cerca di eliminare PriChan. Durante la terza stagione diventa la mascotte delle Oshama Tricks. È un topolino simile a KiracCHU a cui piace fare dispetti.
Laala (らぁら?, Raara)
Doppiata da: Himika Akaneya (ed. giapponese)
È la mascotte di Yui. Nella sua forma mascotte è la versione alternativa di Kuma, una mascotte di PriPara, mentre nella sua versione idol mascotte è la versione alternativa di Laala Manaka, protagonista del medesimo anime.

### Altre idol
Naru Shiawase (幸瀬 なる?, Shiawase Naru)
Doppiata da: Emiri Katō (ed. giapponese)
È la manager del Dear Crown di Kirajuku, un'ex-idol e la scrittrice della favola "La principessa del paese dei gioielli" che ha ispirato Daia. Il suo motto è "Happy Naru!". Nonostante sia un'adulta, la sua statura molto bassa la fa sembrare molto più giovane. Alla fine della seconda stagione diventa la manager del Dear Crown di Broadway. È la versione alternativa di Naru Ayase, protagonista di Pretty Rhythm: Rainbow Live.
Yui Gekikawa (激川 ゆい?, Gekikawa Yui)
Doppiata da: Arisa Date (ed. giapponese)
È una parente di Maria, molto ottimistica, energica, e laboriosa. Il suo motto è "super carino" e il suo cibo preferito è il riso. È la versione alternativa di Yui Yumekawa, protagonista di Idol Time PriPara.

### Personaggi secondari
Meganee Akai (赤井 めが姉ぇ?, Akai Meganee)
Doppiata da: Kanae Itō (ed. giapponese)
È la manager del Prism Stone. È una donna generosa e amichevole che ama aiutare gli altri ma si irrita facilmente.
Yuzuru Aoba (青葉 ユヅル?, Aoba Yuzuru)
Doppiato da: Toshiyuki Toyonaga (ed. giapponese)
È un membro dello staff e fotografo ufficiale del Prism Stone. È il fratello maggiore di Rinka e in passato ha fatto parte della unione idol maschile Arrows. Ha un carattere gentile e si emoziona facilmente, aiutando chi sembra averne più bisogno. A volte è sbadato e viene spesso sgridato da Meganee. Da piccolo giocava con Rinka ad avere un canale su Pri☆Chan. Alla fine della seconda stagione diventa il nuovo manager del Dear Crown di Kirajuku, sostituendo Naru.
Meganii Akai (赤井 めが兄ぃ?, Akai Meganii)
Doppiato da: Junichi Suwabe (ed. giapponese)
Presente dalla terza stagione, è un membro e guida ufficiale del parco a tema Pri☆Chan Land.
Hikari Momoyama (桃山 ひかり?, Momoyama Hikari)
Doppiata da: Tomori Kusunoki (ed. giapponese)
È la sorella minore di Mirai. Matura per la sua età, Hikari ama molto la sua famiglia ma verso Mirai esprime molti dubbi ed insicurezze. In realtà non è dura intenzionalmente, e possiede un carattere dolce. Durante il tempo libero gioca, disegna o aiuta la mamma nel negozio di dolci di famiglia.
Devi Fudō (歩堂 デヴィ?, Fudō Devi)
Doppiata da: Saki Yamakita (ed. giapponese)
Compagna di classe di Hikari e membro del canale Oshama Tricks.
Rū Asuka (明日香 ルゥ?, Asuka Rū)
Doppiata da: Azuki Shibuya (ed. giapponese)
Compagna di classe di Hikari e membro del canale Oshama Tricks.
Konomi Shinkaki (新柿 このみ?, Shinkaki Konomi), Hokuto Imozaki (芋崎 ほくと?, Imozaki Hokuto) e Tamaki Kurihara (栗原 たまき?, Kurihara Tamaki)
Doppiate da: Narumi Kaho, Yui Fukido e Yurina Amami (ed. giapponese)
Compagne di classe ed amiche di Mirai, Emo e Rinka.
Wa-suta
Un popolare gruppo idol apparso nell'episodio 21 formato da cinque cantanti e ballerine: Ruka, Nanase, Miri, Hazuki e Ririka. È ispirato all'omonimo gruppo idol reale che canta alcune sigle di chiusura dell'anime e che dà la voce ai rispettivi personaggi.

## Anime

### Episodi
| Nº                            | Titolo italiano (traduzione letterale) Giapponese 「Kanji」 - Rōmaji | In onda           | In onda |
| Nº                            | Titolo italiano (traduzione letterale) Giapponese 「Kanji」 - Rōmaji | Giapponese        |         |
| Prima stagione (51 episodi)   | |                   |         |
| 1                             | Abbiamo provato a fare il Kiratto Pri☆Chan! 「キラッとプリ☆チャンやってみた！」 - Kiratto Puri☆Chan yattemita!                                                                                                 | 8 aprile 2018     |         |
| 2                             | Abbiamo provato a fare il Pri☆Chan al negozio di fiori! 「フラワーショップでプリ☆チャンやってみた！」 - Furawāshoppu de Puri☆Chan yattemita!                                                                   | 15 aprile 2018    |         |
| 3                             | Abbiamo cercato di creare una canzone da idol! 「アイドルソングつくってみた！」 - Aidoru songu tsukuttemita!                                                                                                   | 22 aprile 2018    |         |
| 4                             | Abbiamo cercato di fare appeal coi dolci! 「スイーツをアピールしてみた！」 - Suītsu wo apīru shitemita! | 29 aprile 2018    |         |
| 5                             | Abbiamo provato a riscaldarci con coraggio! 「ガッツでアツくなってみた！」 - Gattsu de atsuku nattemita! | 6 maggio 2018     |         |
| 6                             | L'incoraggiamento, abbiamo cercato di mandarlo! 「エール、送ってみた！」 - Ēru, okuttemita! | 13 maggio 2018    |         |
| 7                             | Abbiamo provato a fare un video del gatto! 「ねこ動画を撮ってみた！」 - Neko dōga wo tottemita! | 20 maggio 2018    |         |
| 8                             | Abbiamo provato ad essere alla moda con acconciature & trucco! 「ヘア＆メイクでおしゃれしてみた！」 - Hea ando meiku de oshare shitemita!                                                                      | 27 maggio 2018    |         |
| 9                             | Io, me stessa, ho provato a sfidarti! 「ワタクシ、チャレンジしてみましたわ！」 - Watakushi, charenji shitemimashita wa!                                                                                        | 3 giugno 2018     |         |
| 10                            | Abbiamo provato a frequentare le rivali! 「ライバルとデートしてみた！」 - Raibaru to dēto shitemita! | 10 giugno 2018    |         |
| 11                            | Abbiamo provato a fare il primo special! 「はじめてスペシャルやってみた！」 - Hajimete supesharu yattemita! | 17 giugno 2018    |         |
| 12                            | Abbiamo cercato di bruciare i cuori! 「ハートを燃やしてみた！」 - Hāto wo moya shitemita! | 24 giugno 2018    |         |
| 13                            | Mirai Momoyama, ha provato a volare! 「桃山みらいが、とんでみた！」 - Momoyama Mirai ga, tondemita! | 1º luglio 2018    |         |
| 14                            | Abbiamo provato a far emozionare i fan! 「ファンだって盛りあがってみた！」 - Fan datte moriagattemita! | 8 luglio 2018     |         |
| 15                            | Rinka, ha provato a farlo! 「りんか、やってみた！」 - Rinka, yattemita! | 15 luglio 2018    |         |
| 16                            | Ho cercato di superare la confusione del mio cuore! 「心の迷いを抜けてみた！」 - Kokoro no mayoi wo nuketemita!                                                                                                | 22 luglio 2018    |         |
| 17                            | Ho provato a dire addio col sorriso! 「笑顔でさよならしてみた！」 - Egao de sayonara shitemita! | 29 luglio 2018    |         |
| 18                            | Abbiamo cercato di fare uno special estivo! 「サマーなスペシャルやってみた！」 - Samā na supesharu yattemita!                                                                                                  | 5 agosto 2018     |         |
| 19                            | L'estate! La spiaggia! Abbiamo provato ad andarci! 「夏だ！ビーチだ！行ってみた！」 - Natsu da! Bīchi da! Ittemita!                                                                                            | 12 agosto 2018    |         |
| 20                            | Yahhō! Abbiamo provato a scalare una montagna! 「ヤッホー！山のぼってみた！」 - Yahhō! Yama no bottemita! | 19 agosto 2018    |         |
| 21                            | Abbiamo provato al festival di mezza estate! 「真夏のフェスでやってみた！」 - Manatsu no fesu de yattemita! | 26 agosto 2018    |         |
| 22                            | Io, me stessa, ho provato a volare coi delfini! 「わたくし、イルカと翔んでみましたわ！」 - Watakushi, iruka to tondemimashita wa!                                                                              | 2 settembre 2018  |         |
| 23                            | Abbiamo cercato di incontrare Mel-Mel! 「めるめると出会ってみた！」 - Merumeru to deattemita! | 9 settembre 2018  |         |
| 24                            | Abbiamo provato ad esprimere un desiderio alle stelle! 「星の願いをかなえてみた！」 - Hoshi no negai wo kanaetemita!                                                                                           | 16 settembre 2018 |         |
| 25                            | Mel ha provato a fare la detective! 「めるが探偵やってみた！」 - Meru ga tantei yattemita! | 23 settembre 2018 |         |
| 26                            | Abbiamo provato a fare degli scherzi divertenti! 「おかしなイタズラやってみた！」 - Okashina itazura yattemita!                                                                                                | 30 settembre 2018 |         |
| 27                            | Ho provato a decidere col sorriso! 「笑顔で決めてみましたわ！」 - Egao de kimetemimashita wa! | 7 ottobre 2018    |         |
| 28                            | Abbiamo provato ad andare ad un party di celebrità! 「セレブなパーティ行ってみた！」 - Serebu na pāti ittemita!                                                                                                | 14 ottobre 2018   |         |
| 29                            | Le cose luccicanti, abbiamo provato a cercarle! 「キラキラ、さがしてみた！」 - Kirakira, sagashitemita! | 21 ottobre 2018   |         |
| 30                            | Abbiamo cercato di fare un pasticcio ad Halloween! 「おジャマハロウィンやってみた！」 - Ojama Harowin yattemita!                                                                                               | 28 ottobre 2018   |         |
| 31                            | Abbiamo provato a visitare la produzione dei manga! 「マンガの現場いってみた！」 - Manga no genba ittemita! | 4 novembre 2018   |         |
| 32                            | Abbiamo cercato di seguire le preoccupanti dicerie! 「気になるウワサ追ってみた！」 - Kininaru uwasa ottemita!                                                                                                  | 11 novembre 2018  |         |
| 33                            | Sara ha cercato di provare cose soffici! 「さらちゃんがモフモフしてみた！」 - Sara-chan ga mofumofu shitemita!                                                                                                 | 18 novembre 2018  |         |
| 34                            | Abbiamo provato a dividerci! 「俺たち解散してみた！」 - Ore-tachi kaisan shitemita! | 25 novembre 2018  |         |
| 35                            | Amicizia, abbiamo cercato di superarla nel tempo! 「友情、時をこえてみた！」 - Yūjō, toki wo koetemita! | 2 dicembre 2018   |         |
| 36                            | Abbiamo provato a puntare ai 100 punti! 「１００点めざしてみましたわ！」 - Hyaku-ten mezashitemimashita wa! | 9 dicembre 2018   |         |
| 37                            | Abbiamo cercato di fare uno special invernale! 「ウィンターなスペシャルやってみた！」 - Uintā na supesharu yattemita!                                                                                          | 16 dicembre 2018  |         |
| 38                            | Abbiamo provato a farlo con Aira! 「あいらさんとやってみた！」 - Aira-san to yattemita! | 23 dicembre 2018  |         |
| 39                            | Abbiamo provato ad andare all'isola di Anju! 「アンジュの島にいってみた！」 - Anju no shima ni ittemita! | 6 gennaio 2019    |         |
| 40                            | Abbiamo provato a fermarci a casa di Sarara! 「さららの家に泊ってみた！」 - Sarara no ie ni tomattemita! | 13 gennaio 2019   |         |
| 41                            | Abbiamo cercato di sostenere l'appuntamento di Shunta! 「春太のデート応援してみた！」 - Shunta no dēto ōen shitemita!                                                                                          | 20 gennaio 2019   |         |
| 42                            | Rinka? Ha provato a fare Rinka!? 「りんか？がりんかやってみた！？」 - Rinka? Ga Rinka yattemita!? | 27 gennaio 2019   |         |
| 43                            | Abbiamo provato a fare il cioccolato! 「チョコ作ってみた！」 - Choko tsukuttemita! | 3 febbraio 2019   |         |
| 44                            | Abbiamo cercato di aiutare al fashion show! 「ファッションショー手伝ってみた！」 - Fasshon shō tetsudattemita!                                                                                                 | 10 febbraio 2019  |         |
| 45                            | Abbiamo provato ad ascoltare le reali intenzioni di Anju! 「アンジュさんのホンネ聞いてみた！」 - Anju-san no honne kītemita!                                                                                   | 17 febbraio 2019  |         |
| 46                            | Abbiamo provato a raggiungere i sentimenti di tutti! 「みんなの想いを届けてみた！」 - Minna no omoi wo todoketemita!                                                                                           | 24 febbraio 2019  |         |
| 47                            | Abbiamo provato a fare "non capisco"! 「『わからない』からやってみた！」 - "Wakaranai" kara yattemita! | 3 marzo 2019      |         |
| 48                            | Abbiamo provato a risolverlo! 「決着つけてみましたわ！」 - Ketchaku tsuketemimashita wa! | 10 marzo 2019     |         |
| 49                            | Abbiamo provato a cercare, cercare, cercare! 「さがして、さがして、さがしてみた！」 - Sagashite, sagashite, sagashitemita!                                                                                     | 17 marzo 2019     |         |
| 50                            | Il Pri☆Chan da sogno, l'abbiamo provato! 「夢のプリ☆チャン、やってみた！」 - Yume no Puri☆Chan, yattemita! | 24 marzo 2019     |         |
| 51                            | Kiratto separazione, l'abbiamo provata! 「キラっとお別れ、やってみた！」 - Kiratto owakare, yattemita! | 31 marzo 2019     |         |
| Seconda stagione (51 episodi) | |                   |         |
| 52                            | Che batticuore! Che emozione! È di certo il sipario che si alza sulle Jewel Audition! 「ドキドキ！わくわく！ジュエルオーディション開幕だもん！」 - Dokidoki! Wakuwaku! Jueru Ōdishon kaimaku damon!            | 7 aprile 2019     |         |
| 53                            | Maria è arrivata! È di certo un comitato di miglioramento carino! 「まりあちゃんがやって来た！かわいい向上委員会だもん！」 - Maria-chan ga yattekitta! Kawaii kōjō iinkai damon!                               | 14 aprile 2019    |         |
| 54                            | Jewel chance? È certamente Mirai che fa una sfida! 「ジュエルチャンス？みらいがチャレンジだもん！」 - Jueru chansu? Mirai ga charenji damon!                                                                   | 21 aprile 2019    |         |
| 55                            | Kiratto pulsazione! Questa è di certo la Jewel Coord! 「キラッとときめき！これがジュエルコーデだもん！」 - Kiratto tokimeki! Kore ga Jueru Kōde damon!                                                         | 28 aprile 2019    |         |
| 56                            | Maria è dichiarata! È certamente il carino che salva il mondo! 「まりあが宣言！かわいいは世界を救うんだもん！」 - Maria ga sengen! Kawaii wa sekai wo sukūn damon!                                             | 5 maggio 2019     |         |
| 57                            | Maria! Suzu! È certamente il primo programma con il duo! 「まりあちゃん！すずちゃん！２人で初めての番組だもん！」 - Maria-chan! Suzu-chan! Futari de hajimete no bangumi damon!                                | 12 maggio 2019    |         |
| 58                            | La grande crisi di Meganee! È certamente Rinka a fare la direttrice per una giornata! 「めが姉ぇ大ピンチ！りんかちゃんが一日店長なんだもん！」 - Meganee dai pinchi! Rinka-chan ga ichinichi tenchō nan damon! | 19 maggio 2019    |         |
| 59                            | Ci sono molti libri illustrati! Abbiamo certamente iniziato un book cafe alla moda! 「絵本がいっぱい！おしゃれブックカフェはじめましただもん！」 - Ehon ga ippai! Oshare bukku kafe hajimemashita damon!       | 26 maggio 2019    |         |
| 60                            | Piacevolmente divertente! È certamente una design palette! 「ステキに楽しく！デザインパレットだもん！」 - Suteki ni tanoshiku! Dezain Paretto damon!                                                           | 2 giugno 2019     |         |
| 61                            | Sorprendente scioccante! Le Meltic StAr sono tornate? Di certo! 「ビックリドッキリ！メルティックスターが帰ってくる？だもん！」 - Bikkuri dokkiri! Merutikku Sutā ga kaettekuru? Damon!                         | 9 giugno 2019     |         |
| 62                            | Maria e Suzu! Dicono certamente ciao alle Meltic StAr! 「まりあとすず！メルティックスターとこんにちはだもん！」 - Maria to Suzu! Merutikku Sutā to konnichiwa damon!                                           | 16 giugno 2019    |         |
| 63                            | Con Mel! Ho cercato di andarci certamente d'accordo! 「めるちゃんと！仲良し合宿してみたんだもん！」 - Meru-chan to! Nakayoshi gasshuku shitemitan damon!                                                       | 23 giugno 2019    |         |
| 64                            | Dia Fest! Le cose luccicanti stanno di certo per iniziare! 「だいあフェス！いよいよカラッとはじまるんだもん！」 - Daia Fesu! Iyo iyo karatto hajimarun damon!                                                  | 30 giugno 2019    |         |
| 65                            | Suzu ha deciso di provare a fare la dura! È certo! 「すずがカッコよくきめてみた！だもん！」 - Suzu ga kakkoyoku kimetemita! Damon!                                                                             | 7 luglio 2019     |         |
| 66                            | Design palette! La moda lasciatela certamente a me! 「デザインパレット！おしゃれはおまかせだもん！」 - Dezain Paretto! Oshare wa omakase damon!                                                                | 14 luglio 2019    |         |
| 67                            | Maria e Suzu! È finalmente formato il gruppo!? Di certo! 「まりあとすず！ついにグループ結成！？だもん！」 - Maria to Suzu! Tsui ni gurūpu kessei!? Damon!                                                      | 21 luglio 2019    |         |
| 68                            | Addio, Suzu. La separazione di Maria con un sorriso! È certo! 「さよなら、すず まりあ笑顔のお別れ！だもん！」 - Sayonara, Suzu. Maria egao no owakare! Damon!                                                  | 28 luglio 2019    |         |
| 69                            | Partenza alright! È certamente la giornata delle Miracle☆Kiratts come capostazione! 「発車オーライ！ミラクル☆キラッツ一日駅長だもん！」 - Hassha ōrai! Mirakuru☆Kirattsu ichinichi ekichō damon!               | 4 agosto 2019     |         |
| 70                            | Dia Fest dell'estate! Tiene certamente caldo nella hit parade! 「夏のだいあフェス！ヒットパレードで熱いんだもん！」 - Natsu no Daia Fesu! Hitto parēdo de atsuin damon!                                        | 11 agosto 2019    |         |
| 71                            | Canta Emo! Sarà in qualche modo! Di certo! 「歌え えもちゃん！なんとかなるなる！だもん！」 - Utae Emo-chan! Nantoka narunaru! Damon!                                                                           | 18 agosto 2019    |         |
| 72                            | Allenamento speciale in mare! Fai del tuo meglio Suzu! Di certo! 「海で特訓！がんばれすずちゃん！だもん！」 - Umi de tokkun! Ganbare Suzu-chan! Damon!                                                         | 25 agosto 2019    |         |
| 73                            | Sara preoccupata… Supera la crisi! Di certo 「さらちゃん悩む⋯ スランプを乗り越えろ！だもん」 - Sara-chan nayamu… Suranpu wo norikoero! Damon                                                                   | 1º settembre 2019 |         |
| 74                            | Tutti alla moda! È di certo una design palette 「みーんなオシャレ！デザインパレットだもん」 - Mīnna oshare! Dezain Paretto damon                                                                               | 8 settembre 2019  |         |
| 75                            | Insieme saremo felici! Meganee ed io! Di certo 「いっしょにハピなる！めが姉ぇさんと私！だもん」 - Issho ni hapi naru! Meganee-san to watashi! Damon                                                            | 15 settembre 2019 |         |
| 76                            | Giorno scintillante! Il giorno in cui Dia ha incontrato Dia, di certo! 「キラにちは！だいあとだいあが出会った日、だもん！」 - Kiranichiwa! Daia to Daia ga deatta hi, damon!                                   | 22 settembre 2019 |         |
| 77                            | L'idol misteriosa ha finalmente debuttato! È certo! 「ナゾのアイドル ついにデビュー！だもん！」 - Nazo no aidoru tsui ni debyū! Damon!                                                                         | 29 settembre 2019 |         |
| 78                            | Grande tumulto a Kirajuku!? Appare Phoenix mascherata? Di certo! 「キラ宿大騒動！？フェニックス仮面あらわる？だもん！」 - Kirajuku daisōdō!? Fenikkusu-kamen arawaru? Damon!                                   | 6 ottobre 2019    |         |
| 79                            | Si tiene all'improvviso!? È certamente il trofeo di Phoenix! 「いきなり開催！？フェニックス杯だもん！」 - Ikinari kaisai!? Fenikkusu-hai damon!                                                                | 13 ottobre 2019   |         |
| 80                            | Che emozione! È certamente il ballo in maschera di Anju! 「わくわく！アンジュさんの仮面舞踏会だもん！」 - Wakuwaku! Anju-san no kamen budōkai damon!                                                           | 20 ottobre 2019   |         |
| 81                            | Finalmente sciolti? Sono certamente gli Oshama Tricks! 「とうとう解散？おしゃまトリックスだもん！」 - Tōtō kaisan? Oshama Torikkusu damon!                                                                     | 27 ottobre 2019   |         |
| 82                            | L'ultimo Dia Fest! È di certo un confronto straordinario! 「最後のだいあフェス！カッコいい対決だもん！」 - Saigo no Daia Fesu! Kakkoii taiketsu damon!                                                         | 3 novembre 2019   |         |
| 83                            | In una libreria meravigliosa di certo un'esperienza meravigliosa! 「ふしぎな本屋さんでふしぎ体験だもん！」 - Fushigina hon'ya-san de fushigi taiken damon!                                                     | 10 novembre 2019  |         |
| 84                            | Rocket Heart! Consegnato nello spazio! Di certo! 「ロケットハート！宇宙に届け！だもん！」 - Roketto Hāto! Uchū ni todoke! Damon!                                                                               | 17 novembre 2019  |         |
| 85                            | Fight Suzu! Riprendi il fantastico fratello! Di certo! 「すずちゃんファイト！かっこいいお兄ちゃんを取り戻せ！だもん！」 - Suzu-chan faito! Kakkoii onī-chan wo torimodose! Damon!                              | 24 novembre 2019  |         |
| 86                            | Perfetto! È il piano di acquisizione della Jewel Coord! Di certo! 「カンペキ！わたくしのジュエルコーデ獲得計画ですわ！だもん！」 - Kanpeki! Watakushi no Jueru Kōde kakutoku keikaku desu wa! Damon!           | 1º dicembre 2019  |         |
| 87                            | Anna ed Emo, sotto lo stesso tetto? Di certo! 「あんなちゃんえもちゃん、一つ屋根の下？だもん！」 - Anna-chan Emo-chan, hitotsu yane no shita? Damon!                                                           | 8 dicembre 2019   |         |
| 88                            | Anna ed Emo! Sopravvivenza di riconciliazione! Di certo! 「あんなとえも！仲直りサバイバル！だもん！」 - Anna to Emo! Nakanaori sabaibaru! Damon!                                                               | 15 dicembre 2019  |         |
| 89                            | La Notte Santa è con tutti! Jewel di Natale splendente! Di certo! 「聖夜はみんなで！ジュエルかがやくクリスマス！だもん！」 - Seiya wa minna de! Jueru kagayaku Kurisumasu! Damon!                              | 22 dicembre 2019  |         |
| 90                            | Grande annuncio! Questa è la Diamond Coord! Di certo! 「大発表！これがダイヤモンドコーデ！だもん！」 - Daihappyō! Kore ga Daiyamondo Kōde! Damon!                                                              | 29 dicembre 2019  |         |
| 91                            | Direttrice Naru! I sogni di tutti preoccupano! Di certo! 「なる店長！みんなの夢が気になるなる！だもん！」 - Naru tenchō! Minna no yume ga kininaru naru! Damon!                                                | 12 gennaio 2020   |         |
| 92                            | Grande avventura! Giorno scintillante al mondo di Dia! Di certo! 「大冒険！だいあの世界にキラにちは！だもん！」 - Daibōken! Daia no sekai ni kiranichiwa! Damon!                                               | 19 gennaio 2020   |         |
| 93                            | Image change!? La grande trasformazione del mistero di Dia! Di certo! 「イメージチェンジ！？だいあがなぞの大変身！だよん！」 - Imēji chenji!? Daia ga nazo no dai henshin! Dayon!                              | 26 gennaio 2020   |         |
| 94                            | Il grande shock di Maria!? Suzu è di certo una rivale! 「まりあ大ショック！？すずはライバルなんだよん！」 - Maria dai shokku!? Suzu wa raibaru nan dayon!                                                      | 2 febbraio 2020   |         |
| 95                            | Dia s'intromette? Alla ricerca dei segreti delle Kiratts! 「だいあがおジャマ？キラッツの秘密を探るんだよん！」 - Daia ga ojama? Kirattsu no himitsu wo sagurun dayon!                                          | 9 febbraio 2020   |         |
| 96                            | Batticuore ed emozione! Tra poco la Jewel Collection! Di certo! 「ドキワク！もうすぐジュエルコレクション！だよん！」 - Dokiwaku! Mō sugu Jueru Korekushon! Dayon!                                              | 16 febbraio 2020  |         |
| 97                            | Finalmente il sipario si alza! Jewel Collection! Di certo! 「ついに開幕！ジュエルコレクション！だよん！」 - Tsui ni kaimaku! Jueru Korekushon! Dayon!                                                          | 23 febbraio 2020  |         |
| 98                            | Continua ancora! Jewel Collection!! Di certo! 「まだまだ続くよ！ジュエルコレクション！！だよん！」 - Madamada tsudzuku yo! Jueru Korekushon!! Dayon!                                                           | 1º marzo 2020     |         |
| 99                            | Tra poco è decisiva! Jewel Collection!!! Di certo! 「いよいよ決着！ジュエルコレクション！！！だよん！」 - Iyo iyo ketchaku! Jueru Korekushon!!! Dayon!                                                         | 8 marzo 2020      |         |
| 100                           | Ti prego, Diamond Coord! Consegna, i nostri sentimenti! 「お願い、ダイヤモンドコーデ！届け、私たちの思い！」 - Onegai, Daiyamondo Kōde! Todoke, watashi-tachi no omoi!                                         | 15 marzo 2020     |         |
| 101                           | Dia proteggerà! Il Pri☆Chan di tutti! Di certo! 「だいあが守る！みんなのプリ☆チャン！だもん！」 - Daia ga mamoru! Minna no Puri☆Chan! Damon!                                                                   | 22 marzo 2020     |         |
| 102                           | Legame Kiratto! Questo è il Pri☆Chan: di certo! 「キラッとつながる！それがプリ☆チャン だもん！」 - Kiratto tsunagaru! Sore ga Puri☆Chan damon!                                                                 | 29 marzo 2020     |         |
| Terza stagione (51 episodi)   | |                   |         |
| 103                           | Kiratto open! Pri☆Chan Land è arrivata! 「キラッとオープン！プリ☆チャンランドがやってきたッチュ！」 - Kiratto ōpun! Puri☆Chan Rando ga yattekita-tchu!                                                         | 5 aprile 2020     |         |
| 104                           | Panpakapān! Appare Melpan! 「パンパカパーン！メルパン登場だパン！」 - Panpakapān! Merupan tōjō da-pan! | 12 aprile 2020    |         |
| 105                           | Dove dove? GOGO a cercare le PriTama! 「どこどこ？プリたまさがしにＧＯＧＯッチュ！」 - Doko doko? Puri tama sagashi ni GOGO-tchu!                                                                              | 19 aprile 2020    |         |
| 106                           | Risplendi! Rainbow Princess Cup! 「かがやけ！レインボープリンセスカップだッチュ！」 - Kagayake! Reinbō Purinsesu Kappu da-tchu!                                                                                | 26 aprile 2020    |         |
| 107                           | KiracCHU, vuole diventare un'idol! 「キラッＣＨＵ、アイドルになりたいッチュ！」 - KiracCHU, aidoru ni naritai-tchu!                                                                                            | 5 luglio 2020     |         |
| 108                           | KiracCHU, vuole fare un live! 「キラッＣＨＵ、ライブがしたいッチュ！」 - KiracCHU, raibu ga shitai-tchu! | 12 luglio 2020    |         |
| 109                           | Soluzione perfetta? Una strategia per riconciliarsi! Pan! 「まるっと解決？仲直り大作戦ッチュ！パン！」 - Marutto kaiketsu? Nakanaori daisakusen-tchu! Pan!                                                     | 19 luglio 2020    |         |
| 110                           | Risuona! Melody Princess Cup! 「ひびけ！メロディープリンセスカップだパン！」 - Hibike! Merodī Purinsesu Kappu da-pan!                                                                                          | 26 luglio 2020    |         |
| 111                           | Melpan, non può diventare un'idol! 「メルパン、アイドルできないパン！」 - Merupan, aidoru dekinai-pan! | 2 agosto 2020     |         |
| 112                           | Oltrepassare l'obiettivo! Il test di certificazione delle mascotte! 「めざせ合格！マスコット認定試験だッチュ！」 - Mezase gōkaku! Masukotto nintei shiken da-tchu!                                             | 9 agosto 2020     |         |
| 113                           | Pashari! È un'opportunità da scatto fotografico sorridente! 「パシャリ！笑顔のシャッターチャンスだッチュ！」 - Pashari! Egao no shattāchansu da-tchu!                                                          | 16 agosto 2020    |         |
| 114                           | Lasciatelo fare a me! PriTama GO! 「お世話はおまかせ！プリたまＧＯだッチュ！」 - Osewa wa omakase! Puri tama GO da-tchu!                                                                                       | 23 agosto 2020    |         |
| 115                           | Le Ring Marry sono tornate! 「リングマリィが帰ってきたラビ！」 - Ringumarii ga kaettekita-rabi! | 30 agosto 2020    |         |
| 116                           | Happy Rabbily: Wedding! 「ハッピーラビリィ ウェディングラビ！」 - Happī Rabirii Wedingu-rabi! | 6 settembre 2020  |         |
| 117                           | Happy Birthday! Il regalo d'amicizia di Emo! 「ハッピーバースデー！えもちゃん友情のプレゼントだッチュ！」 - Happī bāsudē! Emo-chan yūjō no purezento da-tchu!                                                  | 13 settembre 2020 |         |
| 118                           | Raccolta Kiratto! Pretty All Friends! 「キラッとあつまれ！プリティーオールフレンズだッチュ！」 - Kiratto atsumare! Puritī Ōru Furenzu da-tchu!                                                                 | 20 settembre 2020 |         |
| 119                           | Eve persa!? Mermaid Princess Cup! 「迷子のイブ！？マーメイドプリンセスカップラビ！」 - Maigo no ibu!? Māmeido Purinsesu Kappu-rabi!                                                                            | 27 settembre 2020 |         |
| 120                           | Grande shock! Il vero maestro di Rabbily!? 「大ショック！ラビリィの本当のご主人様ラビ！？」 - Dai shokku! Rabirii no hontō no goshujinsama-rabi!?                                                              | 4 ottobre 2020    |         |
| 121                           | KiracCHU ha fallito!? L'esame di certificazione delle mascotte! 「キラッＣＨＵ落第ッチュ！？マスコット認定試験ッチュ！」 - KiracCHU rakudai-tchu!? Masukotto nintei shiken-tchu!                               | 10 ottobre 2020   |         |
| 122                           | L'idol super carina!? La Rice Area che esplode di riso-attività! 「激かわアイドル！？ライスエリアでてんてこ米ッチュ！」 - Gekikawa aidoru!? Raisu Eria de tentekomai-tchu!                                     | 18 ottobre 2020   |         |
| 123                           | Le Oshama non si arrendono!? Aiutate a salvare Bugcchu! 「おしゃま頑張る！？バグッチュを助けるッチュ！」 - Oshama ganbaru!? Bagucchu wo tasukeru-tchu!                                                         | 25 ottobre 2020   |         |
| 124                           | Le nostre padrone sono in grossi guai!? GO! GO! Mascotte! 「ご主人様大ピンチ！？ＧＯ！ＧＯ！マスコッツだッチュ！」 - Goshujin-sama Dai pinchi!? GO! GO! Masukottsu da-tchu!                                    | 1º novembre 2020  |         |
| 125                           | Che tepore! È il giorno della famiglia per tutti! 「ほっかほか！みんなのファミリーデーだッチュ！」 - Hokkahoka! Minna no famirī dē da-tchu!                                                                    | 8 novembre 2020   |         |
| 126                           | Alice! Il debutto da solista sorridente! 「アリス！笑顔のソロデビュー！」 - Arisu! Egao no soro debyū! | 15 novembre 2020  |         |
| 127                           | Vola! Alice! Sunshine Princess Cup! 「とべ！アリス！サンシャインプリンセスカップ！」 - Tobe! Arisu! Sanshain Purinsesu Kappu!                                                                                  | 22 novembre 2020  |         |
| 128                           | Proteggi Alice! Il miracolo della Sunshine Circus Area! 「アリスを守れ！サンシャインサーカスエリアの奇跡！」 - Arisu wo mamore! Sanshain Sākasu Eria no kiseki!                                                | 29 novembre 2020  |         |
| 129                           | Ispezione della compagnia! Questa è la Kagayaki Corporation! 「会社見学！これがカガヤキ・コーポレーションだッチュ！」 - Kaisha kengaku! Kore ga Kagayaki Kōporēshon da-tchu!                                   | 6 dicembre 2020   |         |
| 130                           | Coin Shopping! Il confronto di spese delle mascotte! 「コインショッピング！ マスコットお買い物対決ラビ！」 - Koin Shoppingu! Masukotto okaimono taiketsu-rabi!                                                 | 13 dicembre 2020  |         |
| 131                           | L'esame di certificazione è un fallimento! Ritorno nell'uovo! 「認定試験不合格！たまごに戻っちゃうッチュ！」 - Nintei shiken fugōkaku! Tamago ni modotchau-tchu!                                               | 20 dicembre 2020  |         |
| 132                           | Le Oshama Tricks! Finalmente debuttano in live!? 「おしゃまトリックス！ついにライブデビュー！？ッチュ！」 - Oshama Torikkusu! Tsui ni raibu debyū!? tchu!                                                      | 27 dicembre 2020  |         |
| 133                           | L'apertura speciale! Virtual Pri☆Chan Land! Di certo! 「特別オープン！バーチャルプリ☆チャンランド！だもん！」 - Tokubetsu ōpun! Bācharu Puri☆Chan Rando! Damon!                                                | 10 gennaio 2021   |         |
| 134                           | Eve risplende! Moonlight Magic Area! 「イブちゃん輝く！ムーンライトマジックエリアだッチュ！」 - Ibu-chan Kagayaku! Mūnraito Majikku Eria da-tchu!                                                              | 17 gennaio 2021   |         |
| 135                           | Risplendi! Moonlight Princess Cup! 「輝け！ムーンライトプリンセスカップだッチュ！」 - Kagayake! Mūnraito Purinsesu Kappu da-tchu!                                                                              | 24 gennaio 2021   |         |
| 136                           | Luluna e Eve, i ricordi di Pri☆Chan Land! 「ルルナとイブ、思い出のプリ☆チャンランドだッチュ！」 - Ruruna to Ibu, omoide no Puri☆Chan Rando da-tchu!                                                            | 31 gennaio 2021   |         |
| 137                           | Salva Eve! Pri☆Chan Fantasy! 「イブを救え！プリ☆チャンファンタジーだッチュ！」 - Ibu wo sukue! Puri☆Chan Fantajī da-tchu!                                                                                      | 7 febbraio 2021   |         |
| 138                           | Ridi Eve! Il Winter Resort! 「イブちゃん笑って！ウィンターリゾートだッチュ！」 - Ibu-chan waratte! Wintā Rizōto da-tchu!                                                                                       | 14 febbraio 2021  |         |
| 139                           | "Tu sei la star!" È arrivata la manager Naru! 「『君こそスターだ！』 なる店長がやって来たッチュ！」 - "Kimi koso sutā da!" Naru tenchō ga yattekita-tchu!                                                      | 21 febbraio 2021  |         |
| 140                           | Infiltrazione! La grande avventura a Pri☆Chan Land! 「潜入！プリ☆チャンランドで大冒険だッチュ！」 - Sen'nyū! Puri☆Chan Rando de daibōken da-tchu!                                                              | 28 febbraio 2021  |         |
| 141                           | Live del destino: Alice e Eve! 「運命のライブ アリスとイブ！」 - Unmei no raibu Arisu to Ibu! | 7 marzo 2021      |         |
| 142                           | Scambio reciproco! Eve, avvia un negozio! 「とりかえっこ！イブちゃん、お店はじめるッチュ！」 - Torikaekko! Ibu-chan, o-mise hajimeru-tchu!                                                                     | 14 marzo 2021     |         |
| 143                           | Sara cambia immagine, emozionante e soffice! 「イメチェンさら様 ドキドキふわふわだパン！」 - Imechen Sara-sama Dokidoki fuwafuwa da-pan!                                                                       | 21 marzo 2021     |         |
| 144                           | Grandi aspettative! Chi è la principessa! 「大予想！プリンセスは誰だッチュ！」 - Dai yosō! Purinsesu wa dare da-tchu!                                                                                          | 28 marzo 2021     |         |
| 145                           | Kashi kuma! La Rice Area è in grande crisi!? 「かしくま！ライスエリアが大ピンチ！？」 - Kashi kuma! Raisu Eria ga dai pinchi!?                                                                                 | 4 aprile 2021     |         |
| 146                           | Goodbye! Mel va nello spazio?! 「グッバイ！める様宇宙にいっちゃうパン？！」 - Gubbai! Meru-sama uchū ni icchau-pan?!                                                                                           | 11 aprile 2021    |         |
| 147                           | Pri☆Chan: Cinema Paradise! 「プリ☆チャン シネマパラダイスだッチュ！」 - Puri☆Chan Shinema Paradaisu da-tchu!                                                                                                   | 18 aprile 2021    |         |
| 148                           | Finalmente si tiene! Queen's Grand Prix! 「ついに開催！クイーンズ・グランプリだッチュ！」 - Tsui ni kaisai! Kuīnzu Guran Puri da-tchu!                                                                         | 25 aprile 2021    |         |
| 149                           | Finalmente è deciso! Queen's Grand Prix! 「いよいよ決着！クイーンズ・グランプリだッチュ！」 - Iyoiyo ketchaku! Kuīnzu Guran Puri da-tchu!                                                                      | 2 maggio 2021     |         |
| 150                           | Luluna è tornata! Un nuovo Pri☆Chan!? 「ルルナ復活！新しいプリ☆チャンルールッチュ！？」 - Ruruna fukkatsu! Atarashii Puri☆Chan rūru-tchu!?                                                                     | 9 maggio 2021     |         |
| 151                           | Illuminage Queen! Il miracolo delle mascotte! 「イルミナージュクイーン！マスコットの奇跡ッチュ！」 - Irumināju Kuīn! Masukotto no kiseki-tchu!                                                                 | 16 maggio 2021    |         |
| 152                           | Tutti riuniti! Proteggiamo il futuro di Pri☆Chan! 「みんな集まれ！未来のプリ☆チャン守るッチュ！」 - Minna atsumare! Mirai no Puri☆Chan mamoru-tchu!                                                            | 23 maggio 2021    |         |
| 153                           | Proviamo a fare il Kiratto Pri☆Chan! 「キラッとプリ☆チャンやってみよう！」 - Kiratto Puri☆Chan yattemiyou! | 30 maggio 2021    |         |

### Colonna sonora
Sigla di apertura
- Kiratto Start (キラッとスタート?), di Run Girls, Run! (ep. 1-26)
- Go! Up! Stardom! (Ｇｏ！Ｕｐ！スターダム！?), di Run Girls, Run! (ep. 27-39)
- never-ending!!, di Run Girls, Run! (ep. 40-49, 51)
- Diamond Smile (ダイヤモンドスマイル?), di Run Girls, Run! (ep. 52-77)
- Kiralist-Jewelist (キラリスト・ジュエリスト?), di Run Girls, Run! (ep. 78-99, 101-102)
- Illuminage-Land (イルミナージュ・ランド?), di Run Girls, Run! (ep. 103-128)
- Luminance Princess (ルミナンスプリンセス?), di Run Girls, Run! (ep. 129-141)
- Dreaming☆Channel! (ドリーミング☆チャンネル！?), di Run Girls, Run! (ep. 142-152)

Sigla di chiusura
- Pretty☆Channel (プリティー☆チャンネル?), di Wa–suta (ep. 1-26)
- KIRA KIRA Hologram (ＫＩＲＡ ＫＩＲＡ ホログラム?), di Wa–suta (ep. 27-39)
- SHINING FLOWER, di Wa–suta (ep. 40-51)
- Janken Kiratto! Pri☆Chan (じゃんけんキラッと！プリ☆チャン?), di Mirai Momoyama (Koko Hayashi) (ep. 52-77)
- Brand New Girls, di Mirai Momoyama (Koko Hayashi), Rinka Aoba (Nanami Atsugi), Mel Shido (Yūka Morishima) (ep. 78-88, 90-102)
- A-B-C-D-iine☆Dance (Ａ・Ｂ・Ｃ・Ｄ・いいね☆ダンス?), di KiracCHU (Nanami Yamashita), Melpan (Nichika Omori), Rabbily (Minami Tanaka) (ep. 103-128)
- One Heart, di Mirai Momoyama (Koko Hayashi), Emo Moegi (Miyu Kubota), Rinka Aoba (Nanami Atsugi), Anna Akagi (Yū Serizawa), Sara Midorikawa (Yūki Wakai), Mel Shido (Yūka Morishima) (ep. 129-152)